# Zyginama ternaria
Zyginama ternaria är en insektsart som först beskrevs av Van Duzee 1924.  Zyginama ternaria ingår i släktet Zyginama och familjen dvärgstritar. Inga underarter finns listade i Catalogue of Life.